# Theofanis Christodoulou
Theofanis Christodoulou (griechisch Θεοφάνης Χριστοδούλου; * 22. Mai 1965 in Athen, Griechenland) ist ein ehemaliger griechischer Basketballspieler und Mitglied der Europameistermannschaft von 1987.
Christodoulou galt in den 1980er und 1990er Jahren als einer der besten Forwards Europas. In seiner Profikarriere spielte der 2,03 Meter Große Small Forward neben Dafni und Panionios Athen auch für Panathinaikos Athen, wo er 1998 die Griechische Meisterschaft gewinnen konnte.
Sein Debüt bei der Griechischen Nationalmannschaft gab Christodoulou am 31. August 1983 bei einem 62:51-Sieg über Bulgarien. In den folgenden 14 Jahren gehörte Christodoulou zu den Stammspielern Griechenlands und nahm an fünf Europameisterschaften, einer Weltmeisterschaft sowie an den Olympischen Spielen in Atlanta teil.
Seinen größten Erfolg mit der Nationalmannschaft errang Christodoulou 1987, als er vor heimischem Publikum die Europameisterschaft gewinnen konnte. 1997, nach einer Begegnung gegen Russland trat Christodoulou nach 219 Länderspielen, in denen er 2.264 Punkte erzielte (10,34 im Schnitt), aus dem Nationalteam zurück.

## Erfolge
- Griechischer Meister: 1998
- Griechischer Pokalsieger: 1991
- Europameister: 1987
- Vize-Europameister: 1989

## Auszeichnungen
- Teilnahmen an Europameisterschaften: 1987, 1989, 1991, 1993, 1995
- Teilnahme an Weltmeisterschaften: 1994
- Teilnahme an Olympischen Spielen: 1996

| Personendaten    | Personendaten                                |
| ---------------- | -------------------------------------------- |
| NAME             | Christodoulou, Theofanis                     |
| ALTERNATIVNAMEN  | Χριστοδούλου, Φάνης (griechisch)             |
| KURZBESCHREIBUNG | griechischer Basketballspieler und Politiker |
| GEBURTSDATUM     | 22. Mai 1965                                 |
| GEBURTSORT       | Athen, Griechenland                          |